# Universidad Técnica de Azerbaiyán
La Universidad Técnica de Azerbaiyán (en azerí: Azərbaycan Texniki Universiteti) es una institución educativa de financiamiento público establecida en la ciudad de Bakú. La Universidad es un centro de enseñanza superior de Azerbaiyán en el que se imparten enseñanzas de ingeniería y tecnología.

## Historia
La "Universidad Técnica de Azerbaiyán" fue fundado el 1950 como "Instituto Politécnico de Azerbaiyán".
Es sucesora del Politécnico de Bakú, que fue fundado en 1887 durante la era zarista. El Politécnico creció de manera simultánea a como se desarrollaba la incipiente industrialización de Azerbaiyán, que llegó a su apogeo hacia la década de 1930 durante la era soviética.
Durante ese periodo el Politécnico se hizo uno de los más importantes centros de la enseñanza superior de Azerbaiyán y una de las más principales escuelas de ingeniería de la Unión Soviética.
En 1993, dos años después de la independencia de Azerbaiyán, el "Instituto Politécnico de Azerbaiyán" se reorganizó y pasó a denominarse la "Universidad Técnica de Azerbaiyán".

### Facultades e institutos

#### Facultades
1. Facultad Ingeniería Eléctrica e Ingeniería Eléctrica
2. Facultad Transporte
3. Facultad Máquinas Tecnológicas
4. Facultad Equipos y Tecnologías Especiales
5. Facultad Radioingeniería y Comunicación
6. Facultad Metalurgia
7. Facultad Construcción de Máquinas
8. Facultad Ingeniería de Negocios y Gestión

La Universidad tiene 8 facultades, cerca de 1.100 profesores y 6.000 estudiantes.
La Universidad tiene una filiale en Ganyá.
En la Universidad también existe sección para ciudadanos extranjeros.

## Rectores
- Prof. Vilayet Vəliyev

## Biblioteca
Fundado en 1950. Casas de hoy edificio de Nuevas educación viviendas desde 1999. Recursos técnicos 300000 volúmenes diferente literatura.